# Elizabeth Müller
Elizabeth Müller, född 6 mars 1926, död 12 juli 2010, var en friidrottare från Brasilien. Hon deltog vid olympiska sommarspelen 1948.